# Roztocze (pajęczaki)

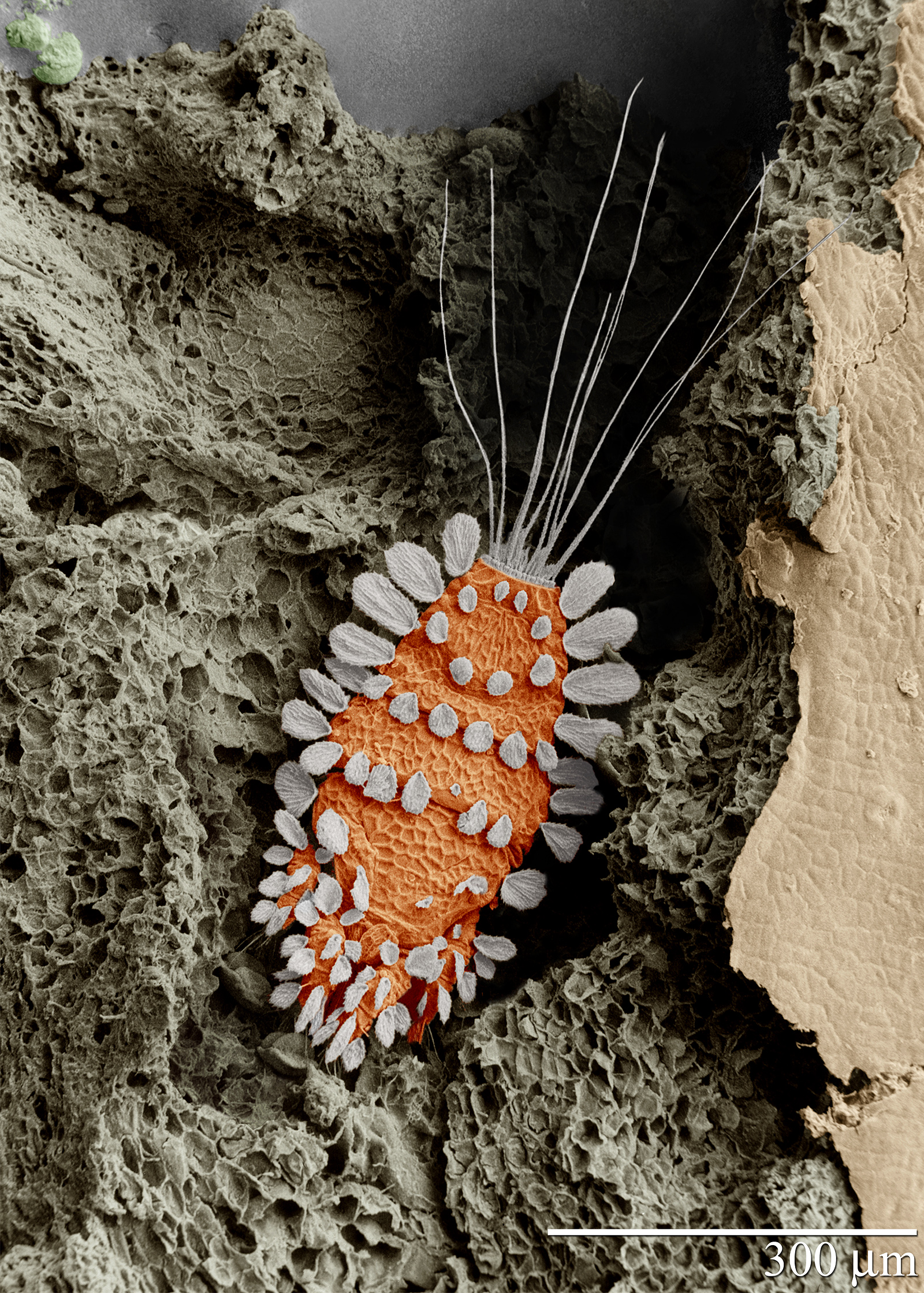
Roztocz z rodzaju Tuckerella jest poważnym szkodnikiem cytrusów w tropikach. Zdjęcie (wykonane skaningowym mikroskopem elektronowym przy powiększeniu 260 razy) przedstawia osobnika na łodydze herbaty

Roztocze (Acari) – liczny (ok. 30 tys. gatunków, wiele gatunków nadal nieopisanych) rząd pajęczaków, obejmujący zwierzęta od mikroskopijnych do 3-centymetrowych. Roztocze są saprofagiczne (jak np. mechowce), ale także są wśród nich pasożyty (głównie ektopasożyty) i drapieżniki. Niektóre mogą przenosić choroby lub być szkodnikami magazynowymi. Zamieszkują wszystkie strefy klimatyczne, również obszary polarne. Dostosowały się do różnych środowisk: żyją w glebie, kurzu domowym (roztocze kurzu domowego), w strefie przybrzeżnej środowisk słodkowodnych (tzw. wodopójki) a nawet w gorących źródłach.
Nauką o roztoczach jest akarologia.

## Charakterystyka rzędu
Większość Acari to zwierzęta o mikroskopijnych rozmiarach (0,1 – 1 mm). U niektórych gatunków wymiary dorosłych samic, które opiły się krwią dochodzą do 30 mm.
Od pozostałych pajęczaków wyróżnia je budowa morfologiczna. W obrębie rzędu obserwuje się duże zróżnicowanie budowy. Ich wspólną cechą jest zlanie głowotułowia z odwłokiem i brak śladów segmentacji na zewnątrz. W ciele roztoczy wyróżnia się: gnatosomę i idiosomę. Aparat gębowy przystosowany do gryzienia lub ssania.
Gnatosoma
Pierwsza, gębowa część ciała roztocza, w jej skład mogą (ale nie muszą) wchodzić: szczękoczułki, nogogłaszczki, warga górna, nadgębie, fałd nadgardzielowy i fałd podgardzielowy.
- Szczękoczułki służą do pobierania pokarmu; mogą tworzyć szczypce, narząd tnący, ssący lub pazur.
- Nogogłaszczki bardzo różnie zbudowane w zależności podrzędu; czasem całkiem zredukowane, czasem niezwykle skomplikowane; mogą pełnić funkcje czuciowe.

Idiosoma
Druga, zazwyczaj większa część ciała, z odnóżami lokomocyjnymi w liczbie 4, 3, 2 lub nawet tylko 1 pary. Larwy mają zawsze 3 pary odnóży.
Okrycie ciała

Oskórek, czasem cienki lub bardzo rozciągliwy (u form krwiopijnych).
Narządy zmysłów
Oczy proste, czasem uwstecznione lub całkowity brak; tylko u gatunków morskich zaopatrzone w soczewki; u kleszczy występuje narząd Hallera, wytworzony z odnóży.
Układ krwionośny
Właściwie brak, krew z zatok krwionośnych popychana jest ruchami ciała.
Układ pokarmowy
Trzyodcinkowy, o dość złożonej budowie, z gruczołami ślinowymi, wolem, uchyłkami jelita, gruczołami wytwarzającymi substancje lepkie (u ektopasożytów).
Układ oddechowy
Tchawki, czasem wymiana przez powierzchnię ciała.
Układ wydalniczy
Cewki Malpighiego, gruczoły biodrowe.
Układ rozrodczy
Parzyste gonady i przewody wyprowadzające; u samic wielu gatunków występuje pokładełko; u samców lądzieni występuje penis.
Systematyka

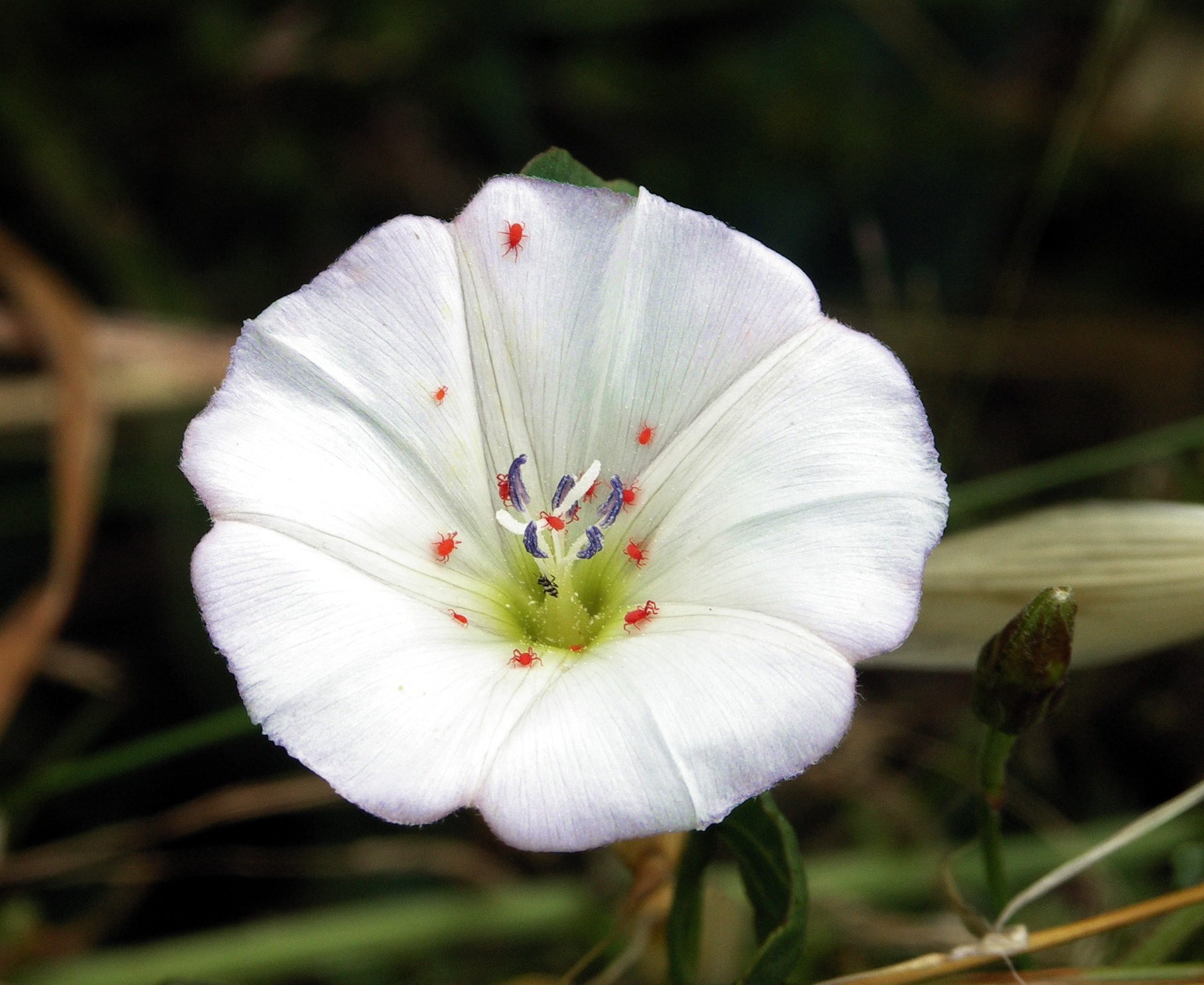
Roztocze na kwiecie powoju polnego

Systematyka tej grupy pajęczaków jest przedmiotem intensywnych badań; wiele gatunków jest nadal nieopisanych. Informacje na temat systematyki tej grupy mogą się różnić, w zależności od źródła.
Wyróżnia się trzy podrzędy, w zależności od budowy idiosomy i odnóży:
- Notostigmata (inna nazwa: Opilioacarida)
  - Należą tu rodziny: Opilioacaridae.
- Parasitiformes – dręcze
  - Należą tu grupy: Mesostigmata/Gamasida (żukowce), Ixodida (kleszcze) oraz maleńka grupa Holothyrina (8 gatunków).
  - Należą tu rodziny: Sejidae, Microgyniidae, Ichthyostomatogasteridae, Epicriidae, Arctacaridae, Zerconidae, Parasitidae, Veigaiidae, Rhodacaridae, Ologamasidae, Digamasellidae, Halolaelapidae, Eviphididae, Macrochelidae, Parholaspidae, Pachylaelapidae, Ascidae, Phytoseiidae, Otopheidomenidae, Ameroseiidae, Podocinidae, Laelapidae, Haemogamasidae, Dermanyssidae, Macronyssidae, Rhinonyssidae, Halarachnidae, Spinturnicidae, Ixodorhynchidae, Entonyssidae, Raillietidae, Diarthrophallidae, Protodinychidae, Polyaspididae, Dithinozerconidae, Uropodidae, Trachyuropodidae, Cercomegistidae, Antennophoridae, Parantennulidae, Philodanidae, Celaenopsidae, Euzerconidae, Diplogyniidae, Paramegistidae, Argasidae, Ixodidae, Amblyommidae.
- Acariformes
  - Należą tu grupy: Actinedida (roztocze wodne/wodopójki), Oribatida (mechowce) oraz Astigmata.
  - Należą tu rodziny: Alicorhagiidae, Lordalycidae, Nanorchestidae, Pachygnathidae, Terpnacaridae, Nicoletiellidae, Eupodidae, Penthaleidae, Penthalodidae, Rhagidiidae, Tydeidae, Paratydeidae, Ereynetidae, Bdellidae, Cunaxidae, Halacaridae, Tarsocheylidae, Heterocheylidae, Dolichocybidae, Pyemotidae, Acarophenacidae, Pygmephoridae, Microdispidae, Scutacaridae, Tarsonemidae, Podapolipidae, Cheyletidae, Cheyletiellidae, Cloacaridae, Myobiidae, Harpyrhynchidae, Syringophilidae, Psorergatidae, Demodicidae, Raphignathidae, Calligonellidae, Cryptognathidae, Eupalopsellidae, Homocaligidae, Stigmaeidae, Tetranychidae, Tenuipalpidae, Linotetranidae, Phytoptidae, Eriophyidae, Diptilomiopidae, Adamystidae, Caeculidae, Anystidae, Pseudocheylidae, Calyptostomatidae, Erythraeidae, Smarididae, Johnstonianidae, Trombidiidae, Trombiculidae, Hydrovolziidae, Eylaidae, Limnocharidae, Piersigiidae, Hydrachnidae, Hydryphantidae, Hydrodromidae, Sperchontidae, Teutoniidae, Anisitsiellidae, Lebertiidae, Oxidae, Torrenticolidae, Limnesiidae, Hygrobatidae, Unionicolidae, Feltriidae, Pionidae, Aturidae, Momoniidae, Krendowskiidae, Arrenuridae, Mideidae, Athienemanniidae, Laversiidae, Mideopsidae, Neoacaridae, Chappuisididae, Acalyptonotidae, Acaridae (rozkruszki), Saproglyphidae, Carpoglyphidae, Hemisarcoptidae, Chaetodactylidae, Hyadesiidae, Anoetidae, Canestriniidae, Glycyphagidae, Labidophoridae, Chortoglyphidae, Echimyopidae, Fusacaridae, Ctenoglyphidae, Rosensteiniidae, Hypoderidae, Pyroglyphidae, Freyaniidae, Pterolichidae, Eustathiidae, Falculiferidae, Gabuciniidae, Kramerellidae, Rectijanuidae, Syringobiidae, Alloptidae, Analgidae, Avenzoariidae, Epidermoptidae, Proctophyllodidae, Xolalgidae, Dermationidae, Apionacaridae, Dermoglyphidae, Trouessartiidae, Turbinoptidae, Listrophoridae, Myocoptidae, Chirodiscidae, Atopomelidae, Psoroptidae, Audycoptidae, Yunkeracaridae, Sarcoptidae, Knemidocoptidae, Cytoditidae, Laminosioptidae, Pneumocoptidae, Palaeacaridae, Aphelacaridae, Archoplophoridae, Mesoplophoridae, Phthiracaridae, Euphthiracaridae, Oribotritiidae, Parhypochthoniidae, Gehypochthoniidae, Hypochthoniidae, Eniochthoniidae, Heterochthoniidae, Cosmochthoniidae, Haplochthoniidae, Sphaerochthoniidae, Brachychthoniidae, Atopochthoniidae, Pterochthoniidae, Eulohmanniidae, Perlohmanniidae, Epilohmanniidae, Nothridae, Camisiidae, Malaconothridae, Trhypochthoniidae, Nanhermanniidae, Hermanniidae, Hermanniellidae, Liodidae, Gymnodamaeidae, Licnodamaeidae, Plateremaeidae, Belbidae, Damaeidae, Belbodamaeidae, Cepheidae, Polypterozetidae, Microzetidae, Eremulidae, Damaeolidae, Eremobelbidae, Eremaeidae, Megeremaeidae, Liacaridae, Xenillidae, Astegistidae, Metrioppiidae, Tenuialidae, Gustaviidae, Carabodidae, Tectocepheidae, Oppiidae, Suctobelbidae, Autognetidae, Caleremaeidae, Anderemaeidae, Thyrisomidae, Hydrozetidae, Limnozetidae, Ameronothridae, Podacaridae, Cymbaeremaeidae, Micreremidae, Kodiakellidae, Licneremaeidae, Passalozetidae, Scutoverticidae, Oribatulidae, Haplozetidae, Oripodidae, Ceratozetidae, Mycobatidae, Chamobatidae, Mochlozetidae, Zetomimidae, Pelopidae, Oribatellidae, Achipteriidae, Tegoribatidae, Galumnidae, Parakalummidae.

Bezpośrednio z rzędu roztoczy wyróżnia się nadrodzinę Eriophoidea – szpeciele.

## Problemy nazewnicze
W polskim języku naukowym słowo "roztocza" jest synonimem pojęcia saprotrofy i dotyczy głównie przedstawicieli grzybów i bakterii. Czasem prowadzi to do pomieszania znaczeń ze słowem "roztocze" oznaczającym grupę pajęczaków (Acari), zwłaszcza ze względu na homonimię niektórych form deklinacyjnych tych słów. Stąd w opracowaniach popularnych i języku potocznym upowszechnia się określanie pajęczaków nazwą "roztocza", które według obecnych zasad jest zarezerwowane dla saprotrofów.
Formalnie wybrane formy deklinacyjne tych podobnie wyglądających wyrazów wyglądają w następujący sposób:
- saprotrof: mianownik l.poj. roztocze (r. nijaki), mianownik l.mn. roztocza;

- pajęczak: mianownik l.poj. roztocz (r. męski), mianownik l.mn. roztocze;

- forma geomorfologiczna (obecnie stosowana niemal wyłącznie w nazwach geograficznych typu Roztocze): mianownik l.poj. roztocz (r. żeński), mianownik l.mn. roztocze, albo mianownik l.poj. roztocze (r. nijaki), l.mn. roztocza.

## Galeria

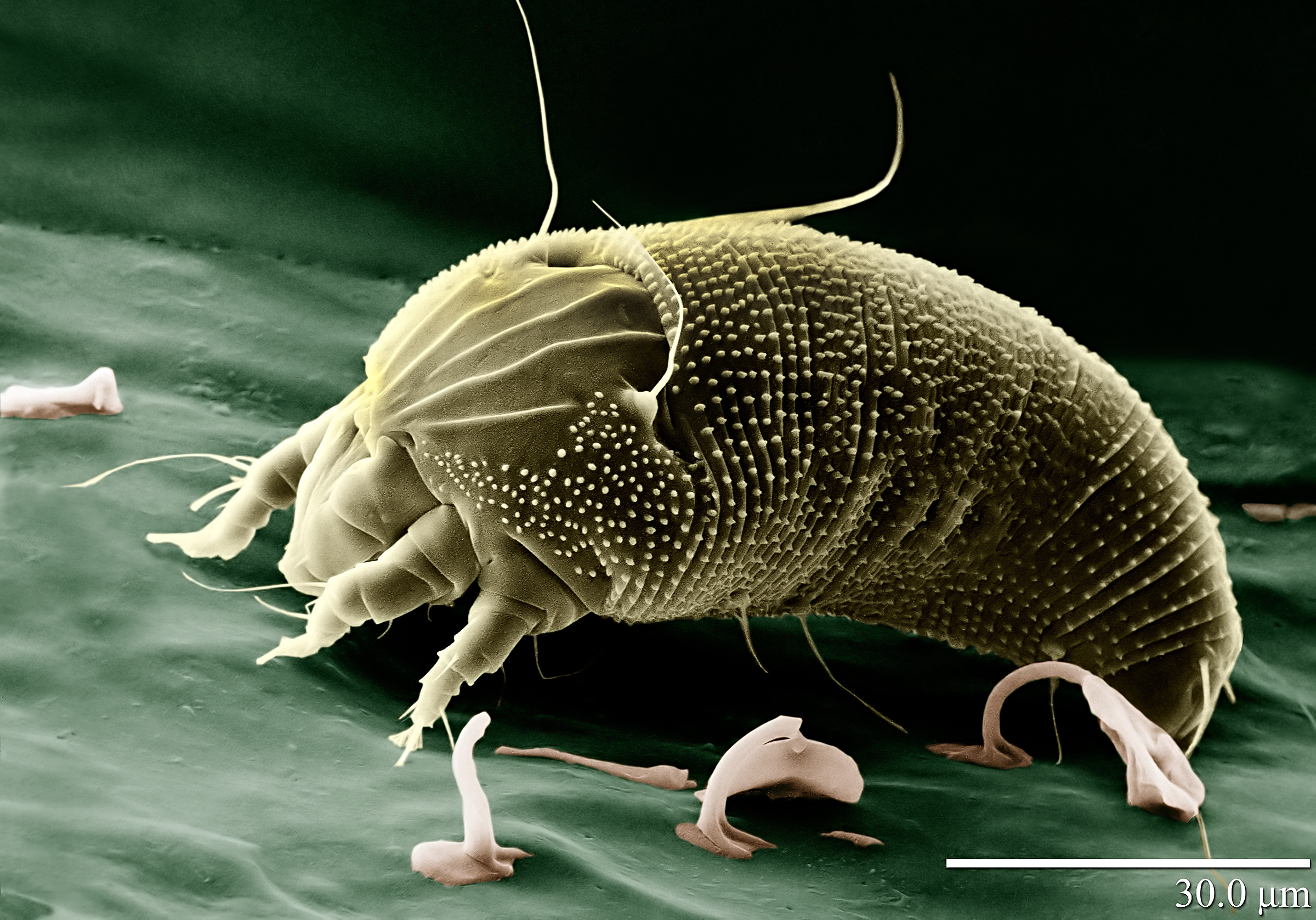
Aceria anthocoptes
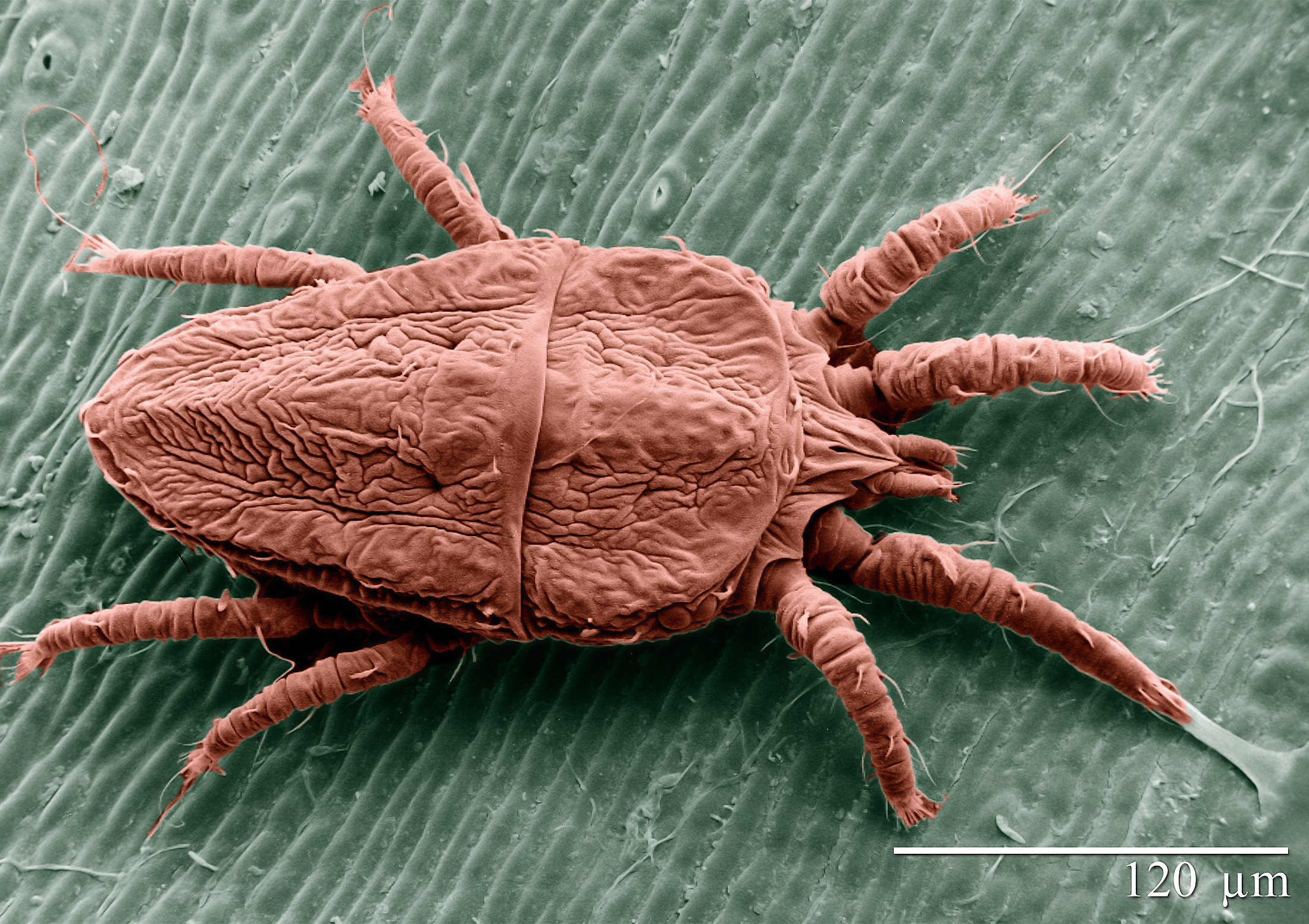
Brevipalpus phoenicis
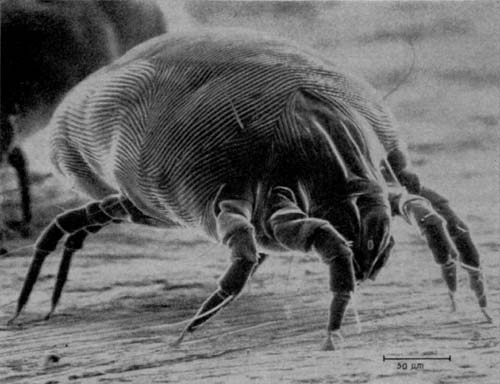
Dermatophagoides pteronyssinus
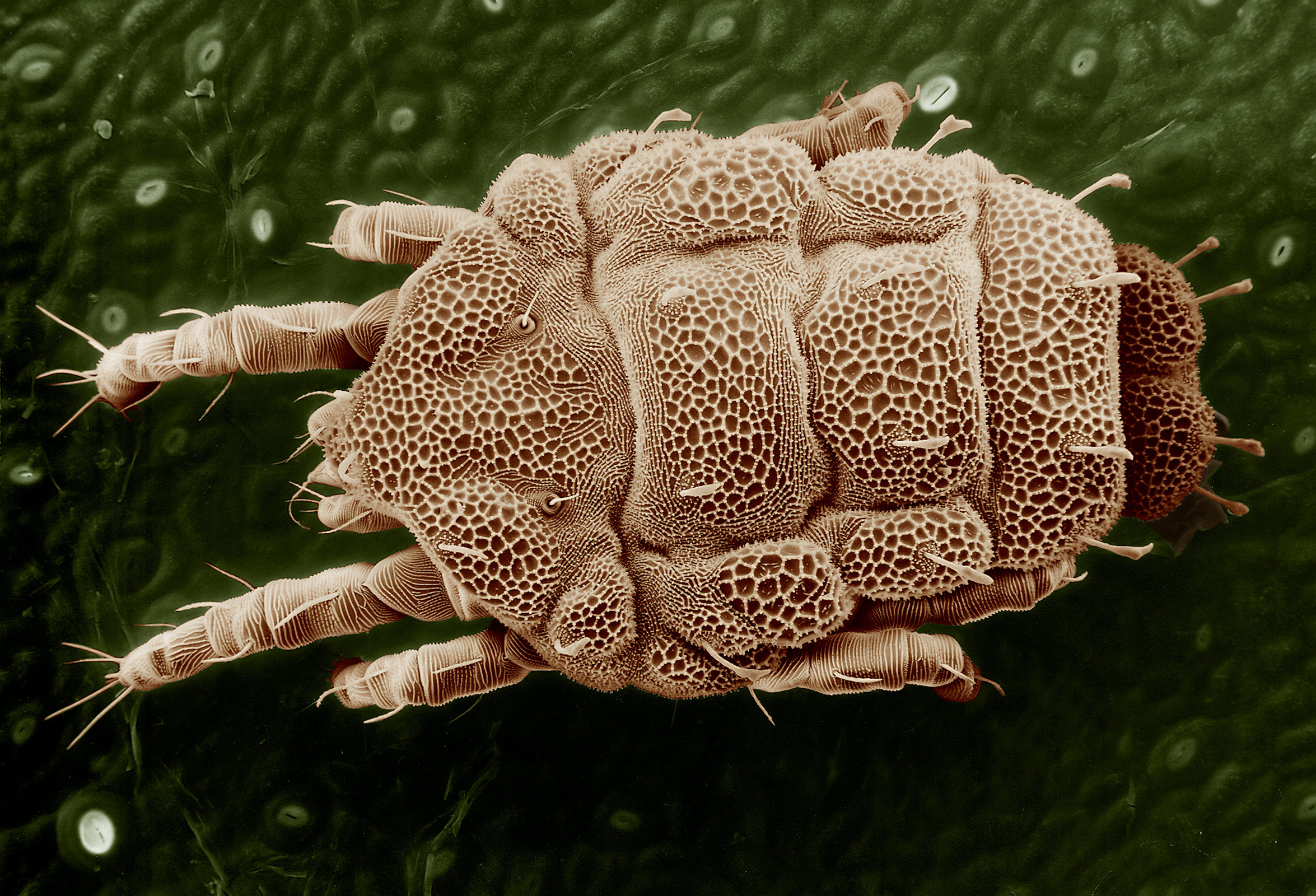
Lorryia formosa
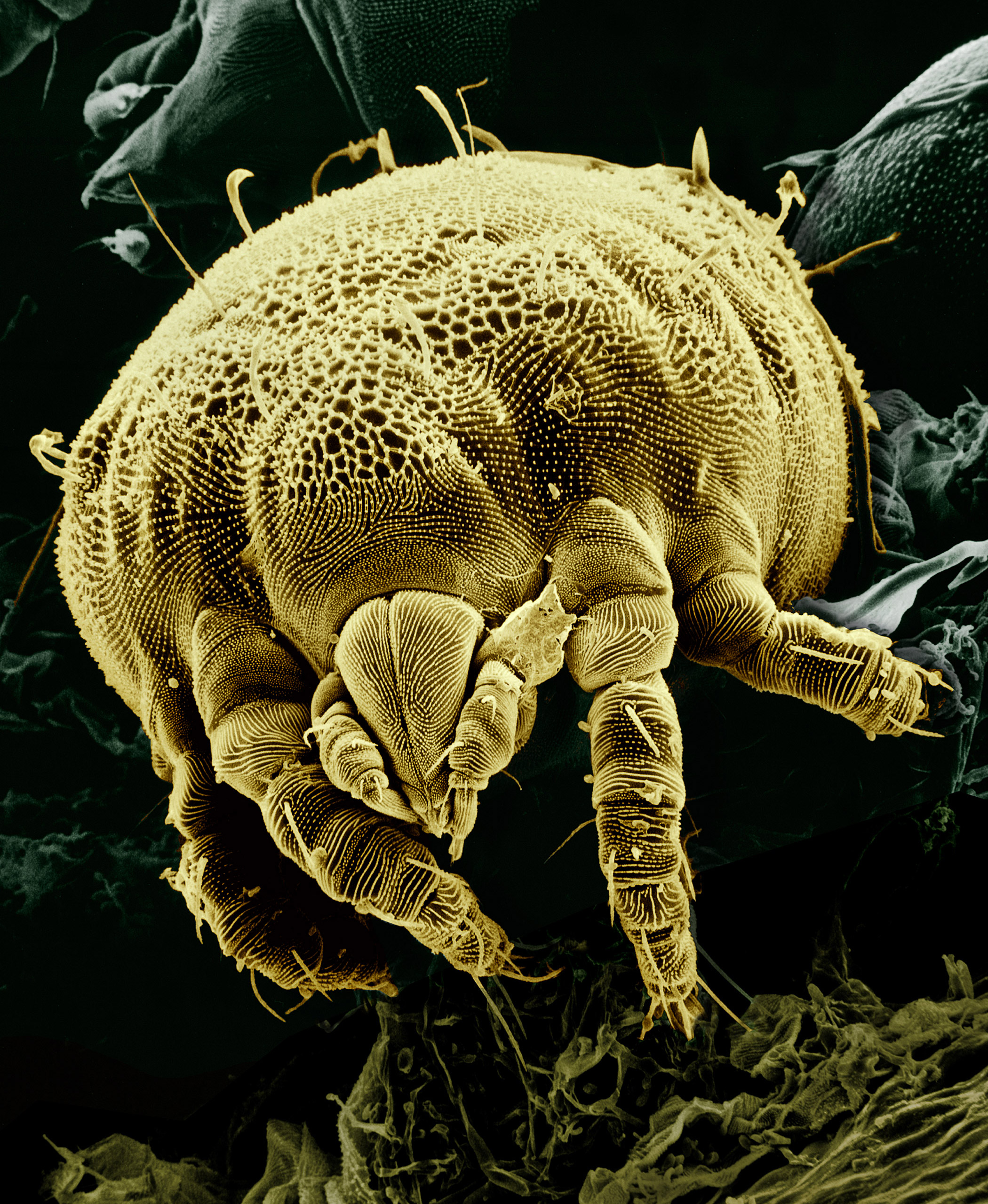
Lorryia formosa
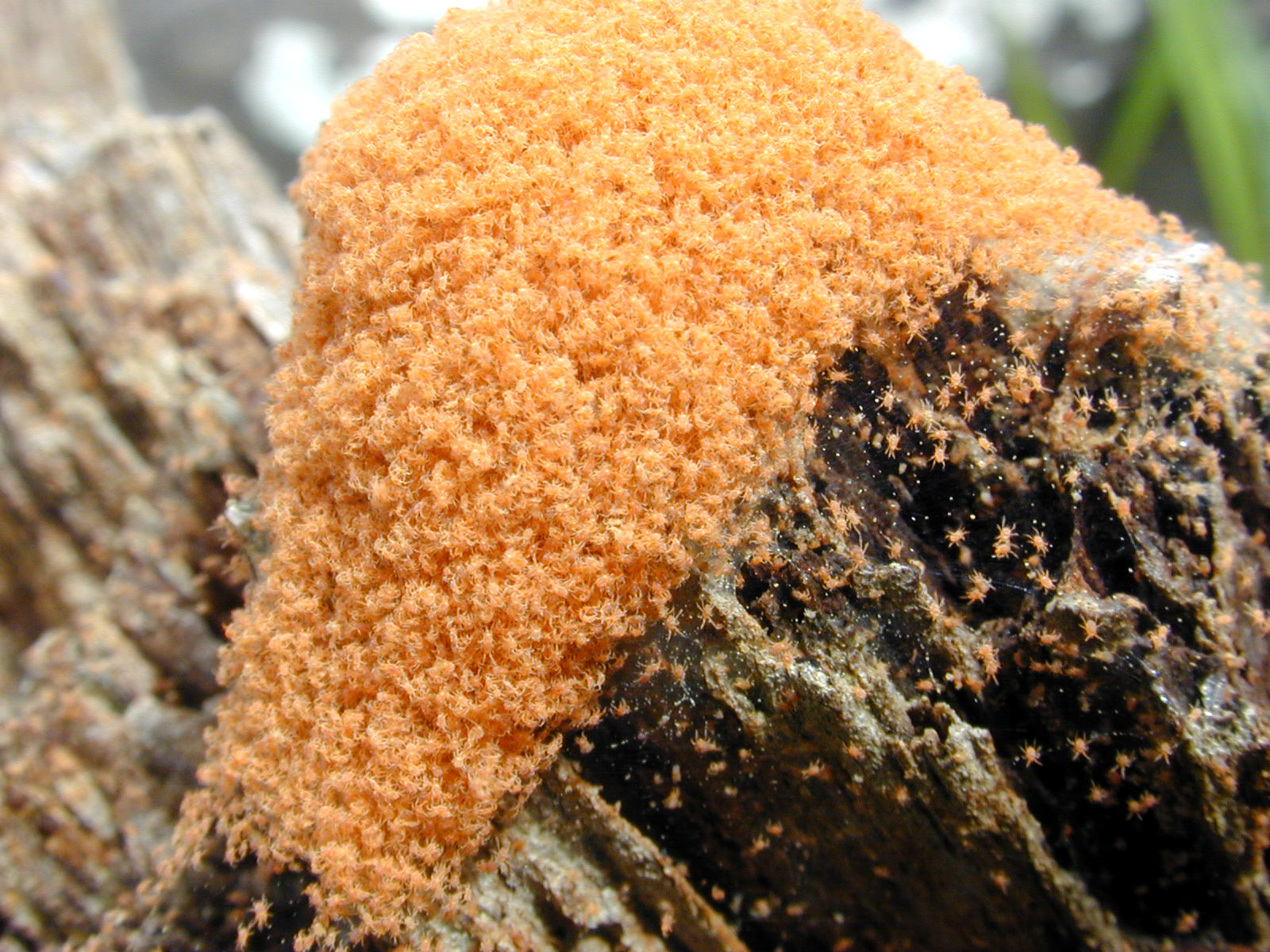
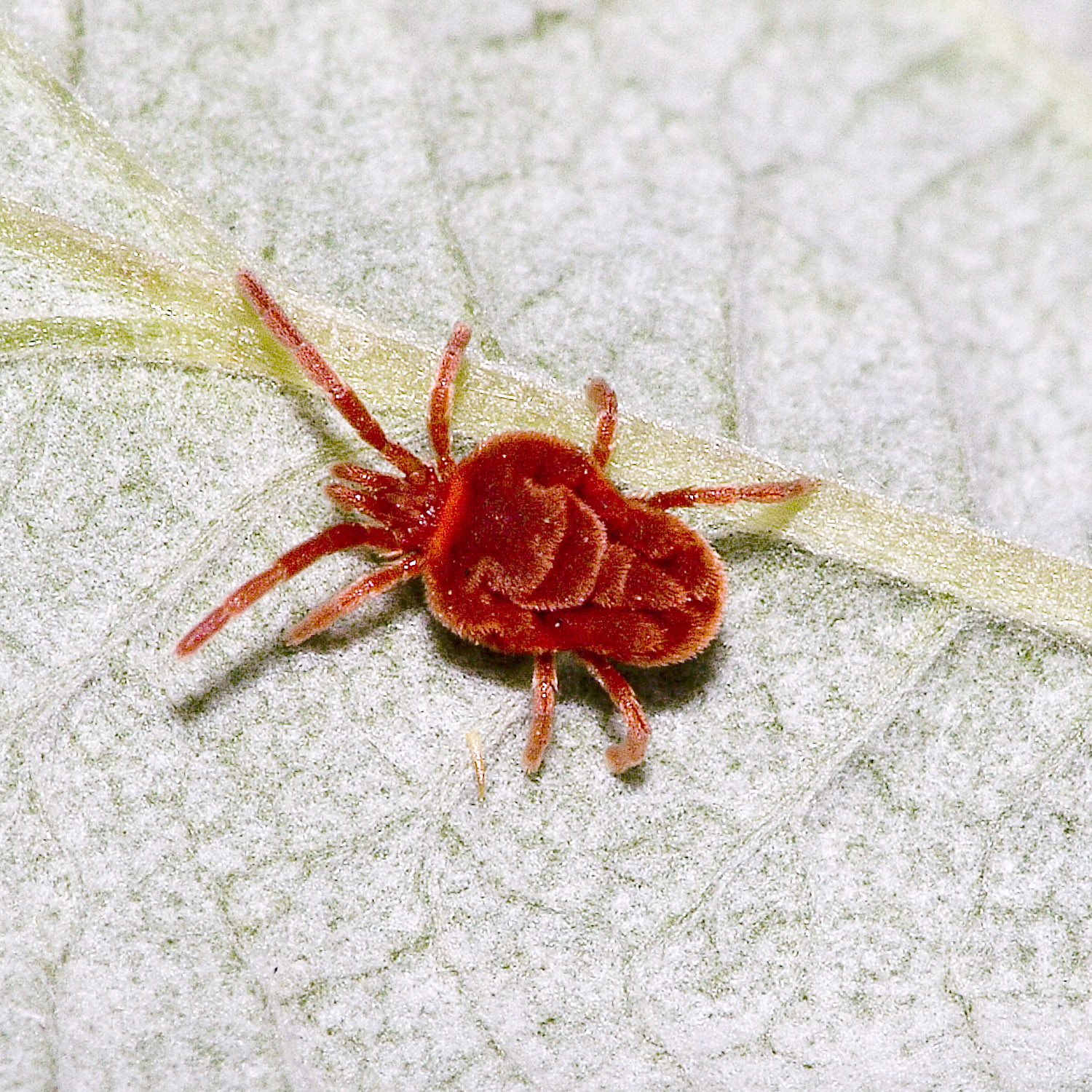